# Dodge Ram 50
Der Dodge Ram 50 (auch D50 in den Jahren 1979 und 1980) war ein kleiner Pick-up, den Mitsubishi für Chrysler herstellte, und der von 1979 bis 1993 unter dem Markennamen Dodge vertrieben wurde. Er basierte auf dem Mitsubishi L200. Plymouth bot den Wagen als Plymouth Arrow Truck von 1979 bis 1982 an (nicht zu verwechseln mit dem Plymouth Arrow auf Basis des Mitsubishi Celeste). Mitsubishi selbst vermarktete ab 1982 diesen Wagen als Mighty Max in den USA, aber da war der Plymouth schon nicht mehr verfügbar. Unterhalb des Ram 50 rangierte noch der Dodge Rampage bzw. Plymouth Scamp.

## 1. Generation
Die erste Generation des Dodge D50 bzw. Ram 50 erschien 1979 auf Basis des ersten L200. Der kleine Pickup war die Antwort von Chrysler auf den Ford Courier (von Mazda) und den Chevrolet LUV (von Isuzu, beide 1972 eingeführt), während der Toyota Hilux und der Datsun Truck bereits erhältlich waren und direkt aus Japan importiert wurden.
Die Dodge-Version hatte ab dem Facelift von 1983 vier rechteckige Scheinwerfer, während die Mitsubishis und die früheren Dodges in Nordamerika mit einfachen Scheinwerfern ausgestattet waren. In Australien gab es den Wagen als Chrysler D50 und später Chrysler L200.
Allradantrieb gab es ab 1982; ab da hieß der Wagen Power Ram 50, was sich in die Nomenklatur der Dodge-Modellpalette einfügte (Power Ram hießen die Allradmodelle). Zwischen 1983 und 1986 wurde in den USA auch ein Turbodiesel angeboten.

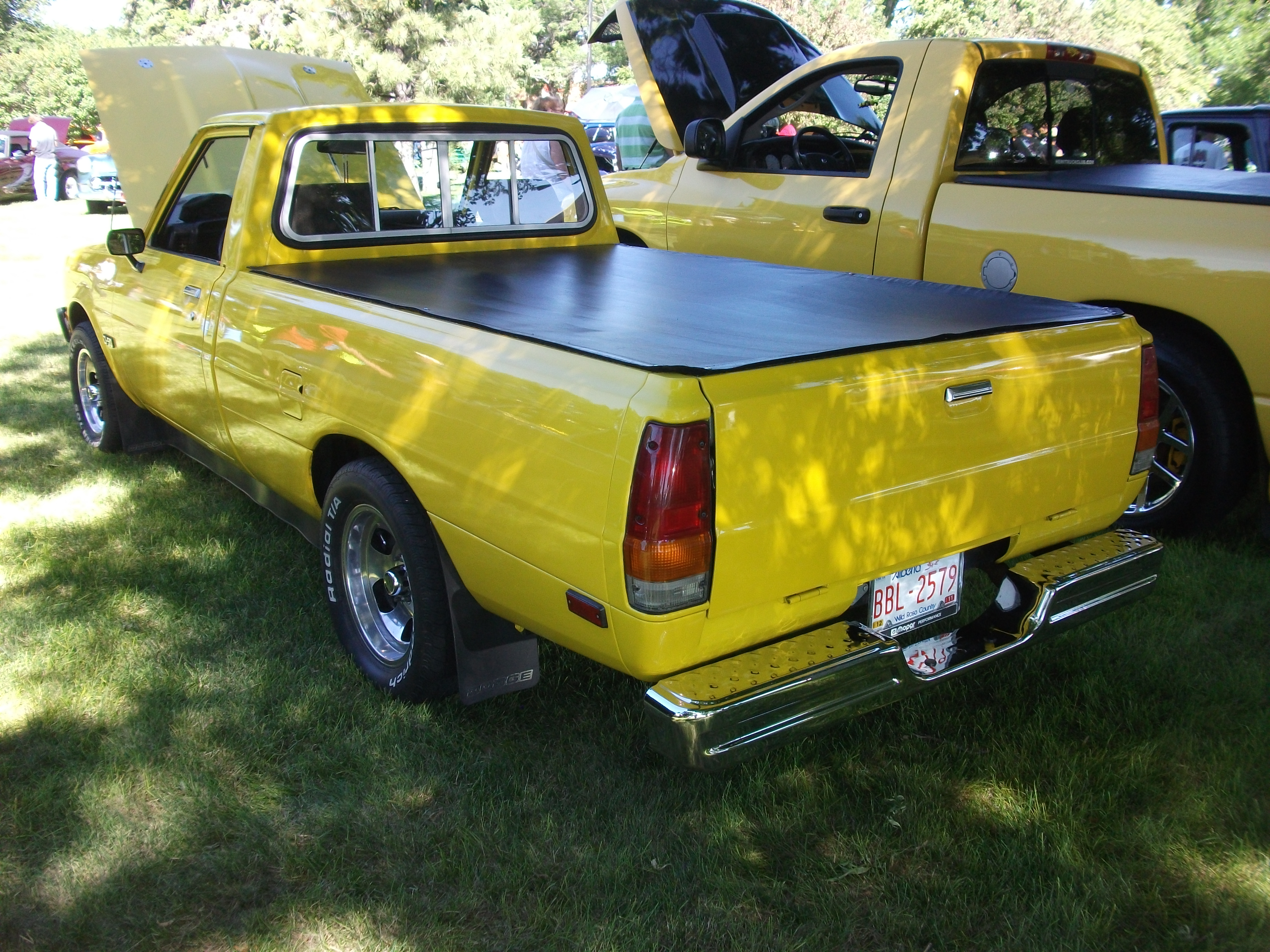
Heckansicht
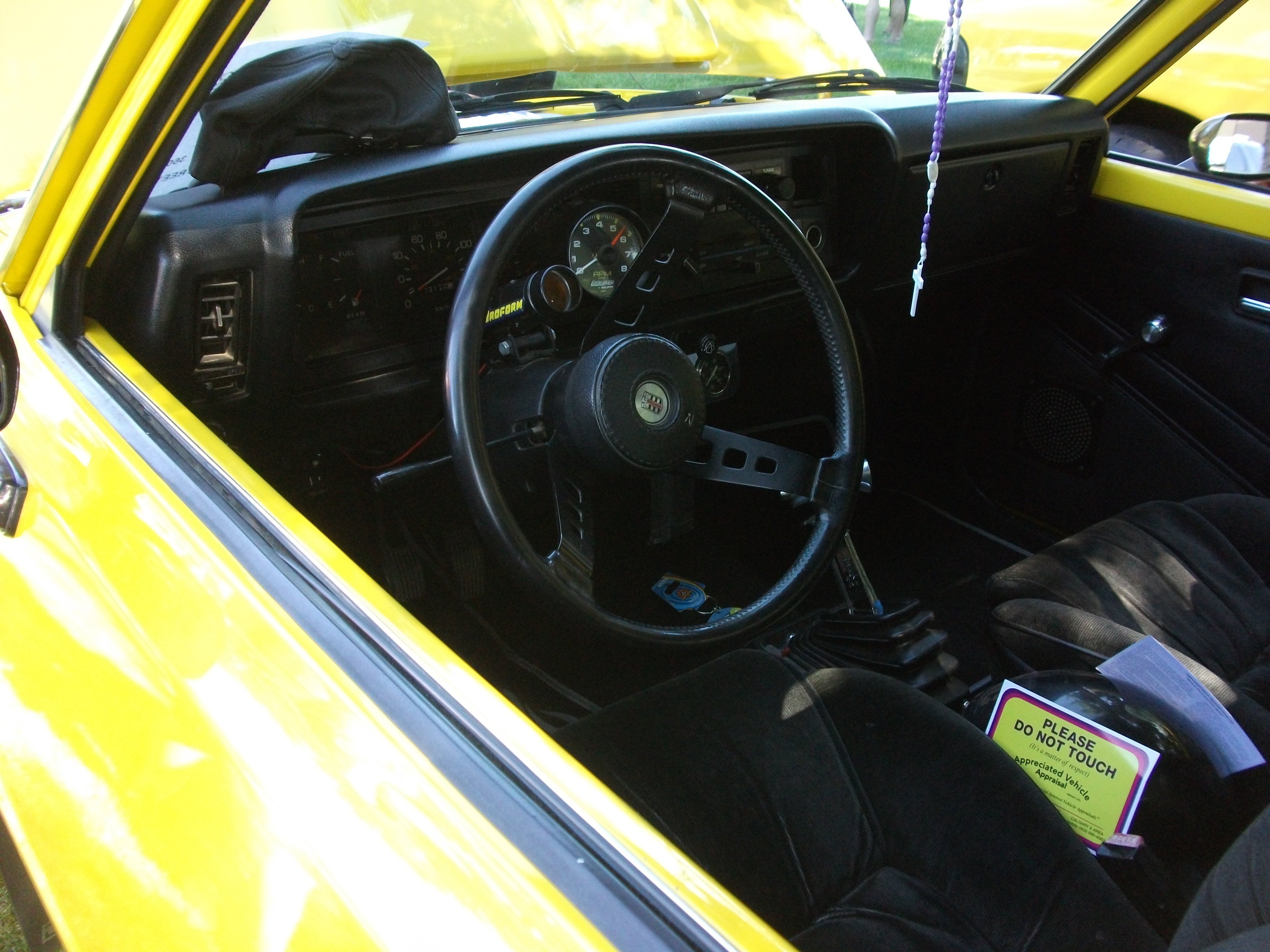
Innenraum
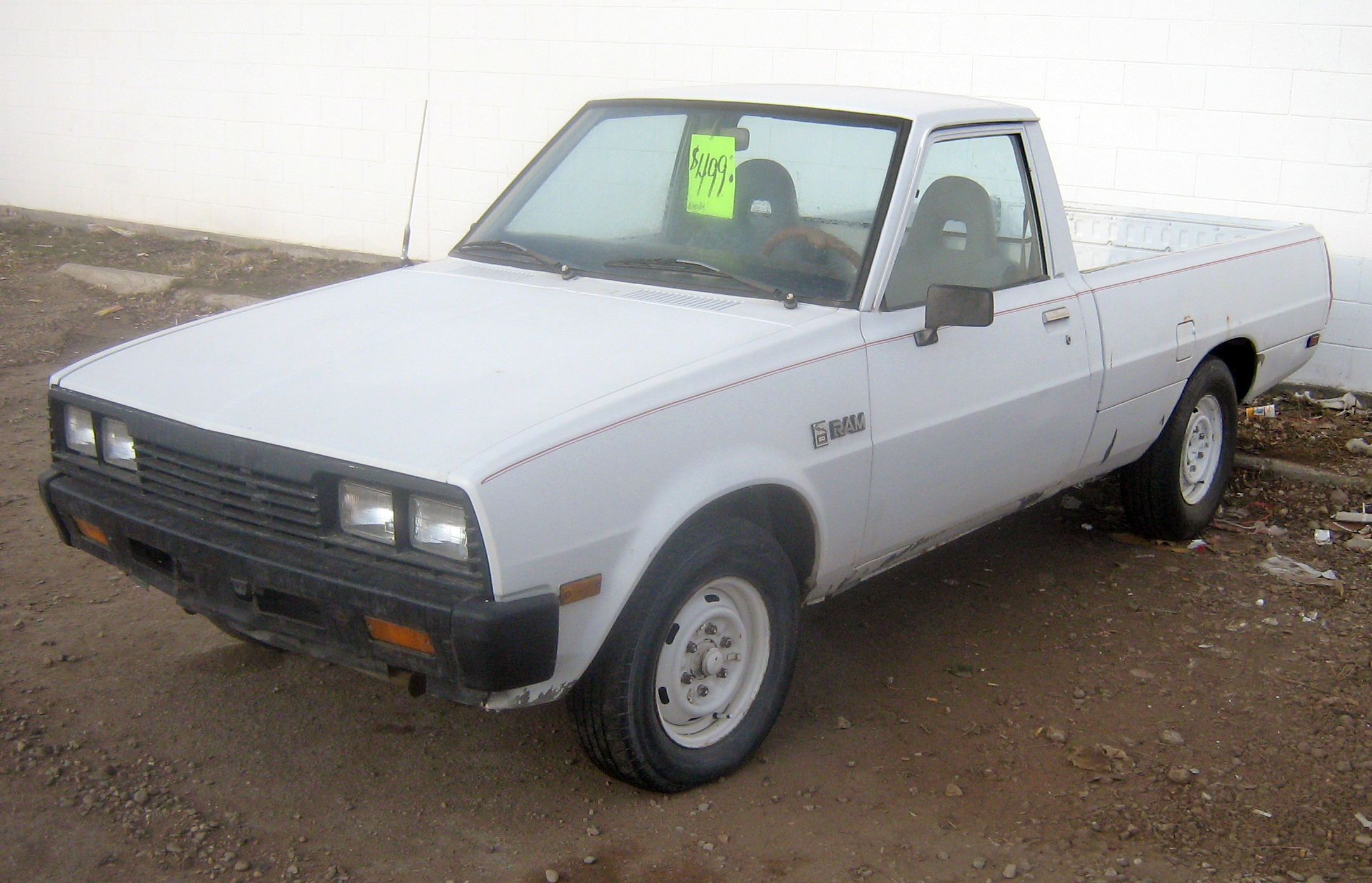
Dodge Ram 50 (1982–1986)
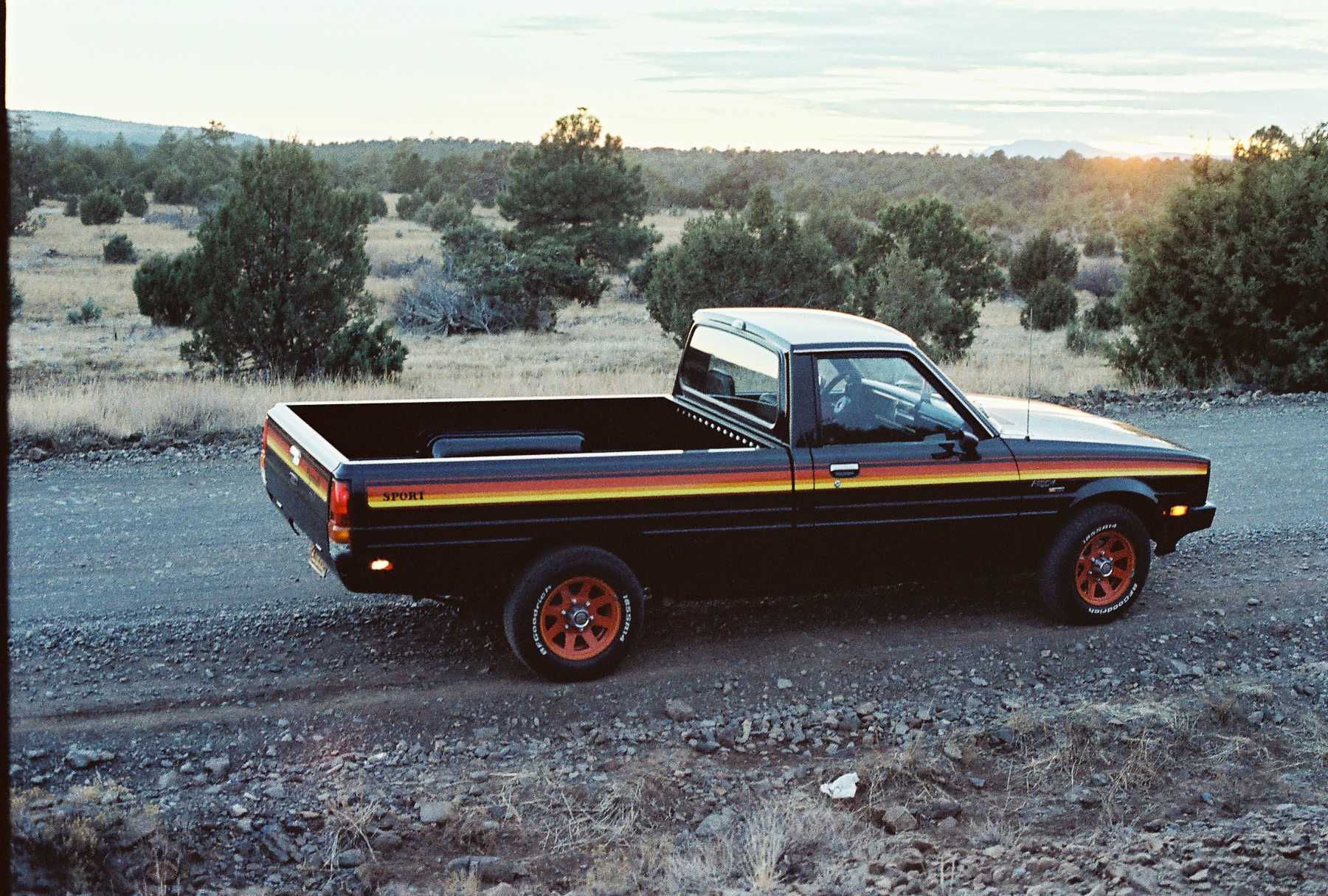
Plymouth Arrow Truck (1979–1982)

## 2. Generation
1987 gab es eine neue Generation des Ram 50, da auch beim L200 eine neue Generation eingeführt wurde. Die Bezeichnung Power Ram für die Allradmodelle blieb erhalten, und es gab den Ram 50 in zwei Cab-Größen, Regular oder Super Cab. 

Ebenfalls 1987 führte Chrysler auch den größeren Dodge Dakota ein. Dennoch wurde der Ram 50 weitere sieben Jahre lang verkauft, vermutlich weil der Ram 50 ein kleiner Pick-up war und der Dakota ein mittelgroßer. Der Unterschied in Größe und Preis ließ eine Nische für den Ram 50 und seine Einstellung 1993 erfolgte mehr aus dem Wunsch der Unabhängigkeit von Mitsubishi heraus als wegen des überholten Produktkonzeptes. Der Mitsubishi Mighty Max wurde indes noch bis 1996 verkauft, der Nachfolger wurde nicht mehr in Nordamerika angeboten.

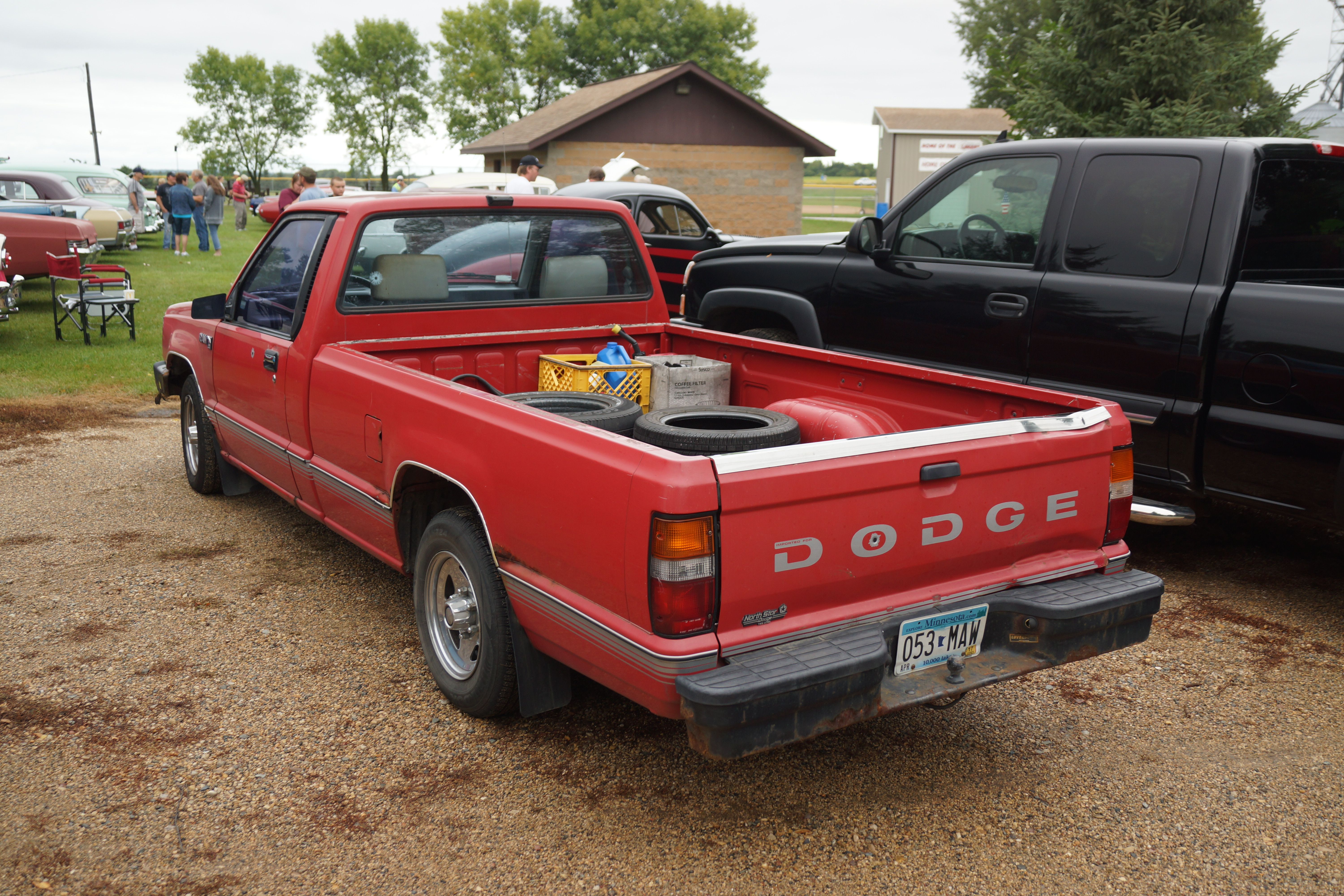
Heckansicht
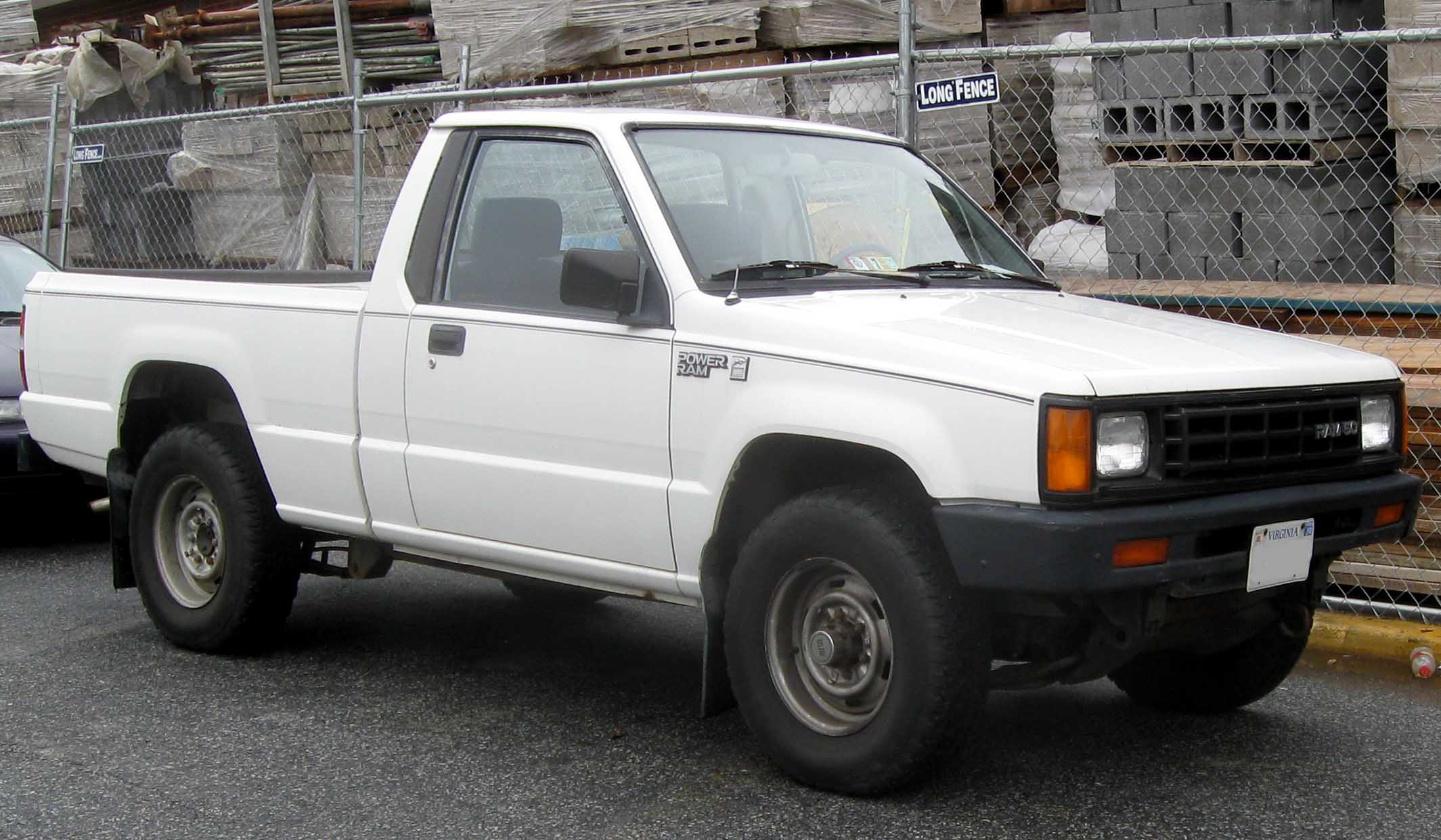
Dodge Power Ram
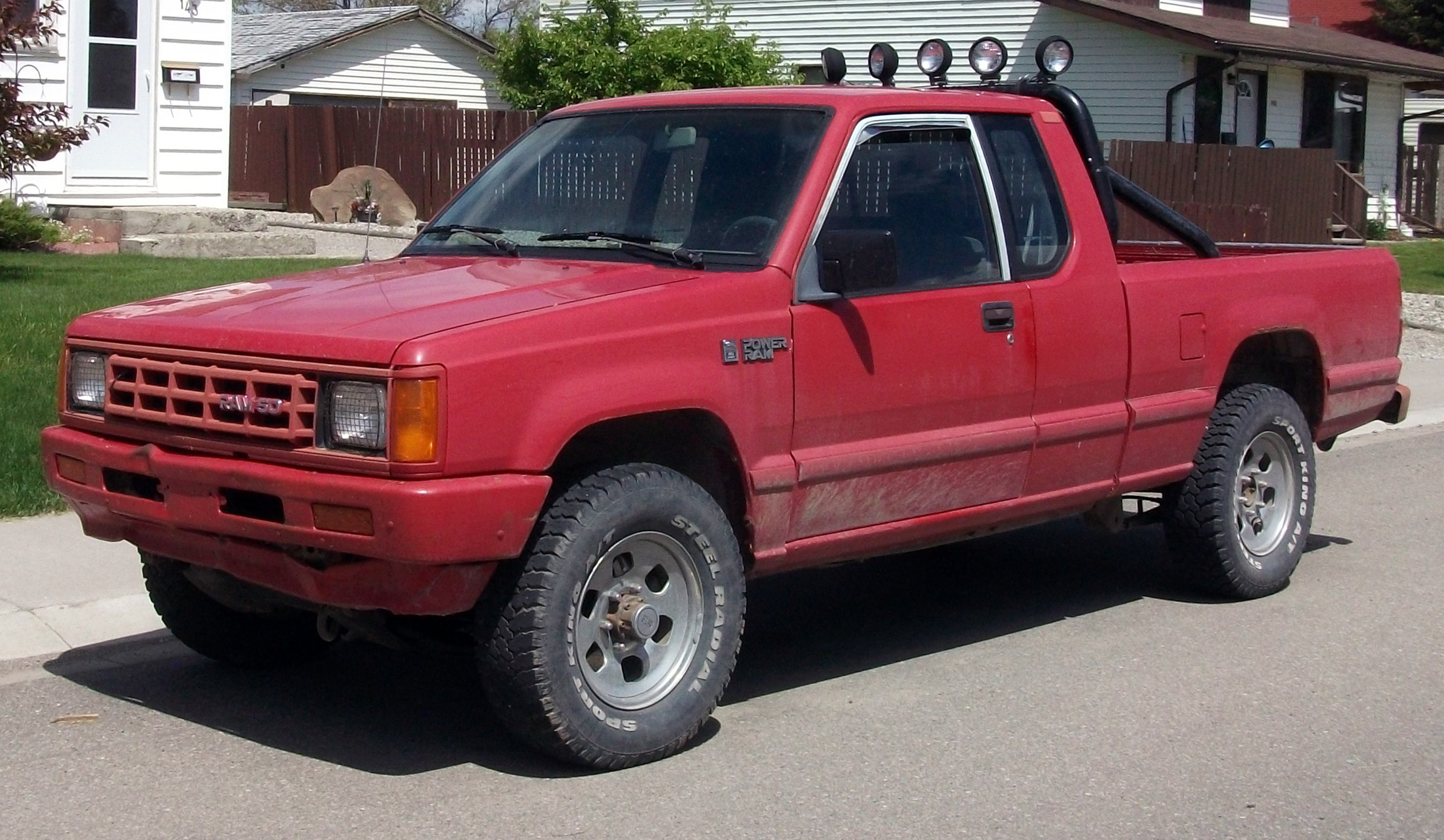
Dodge Power Ram SuperCab
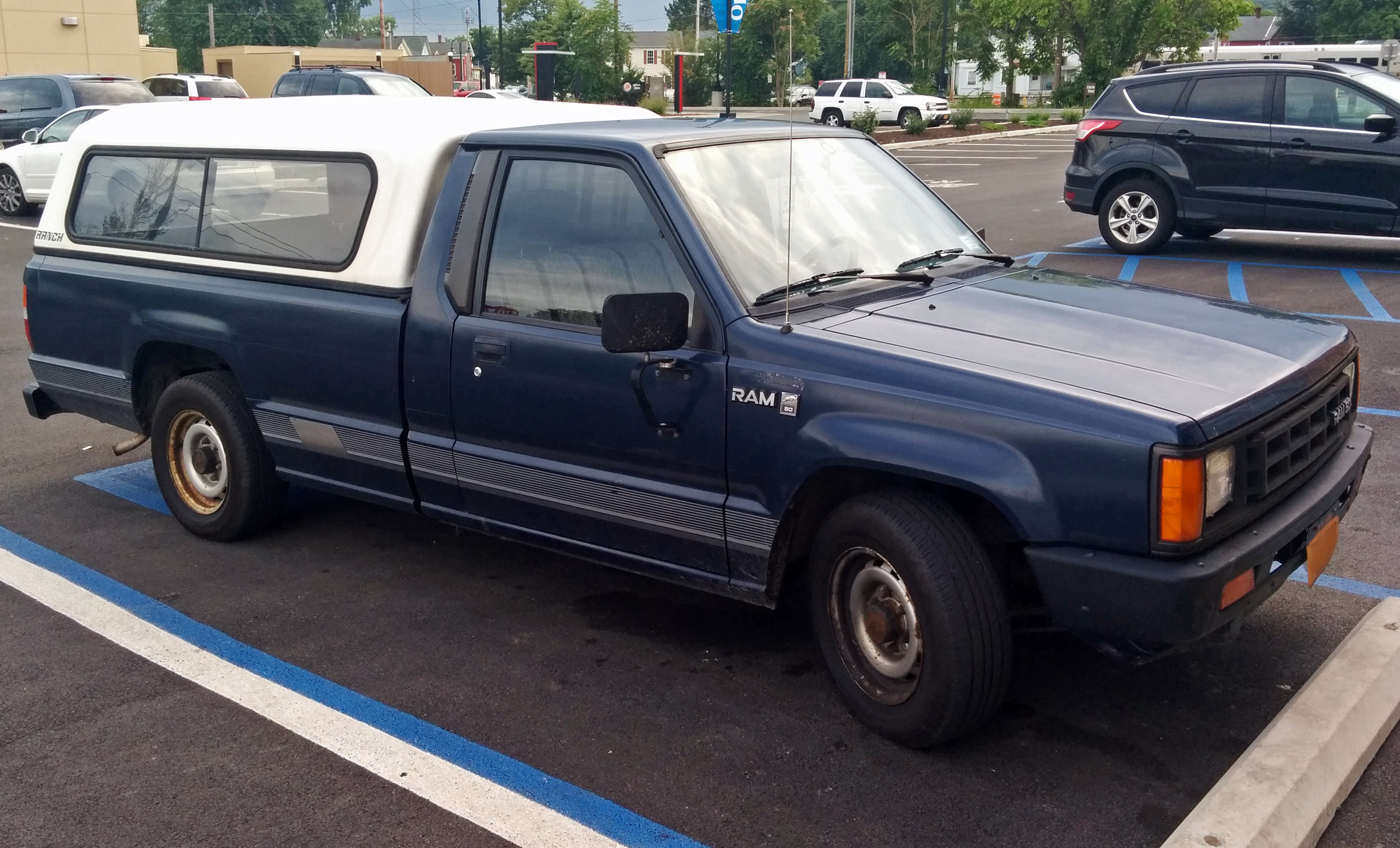
Mit langer Ladefläche

## Motoren
- 1979–1989: 2,0 Liter-R4 OHC Mitsubishi-Astron 4G52 (69 kW)
- 1979–1989: 2,6 Liter-R4 OHC Mitsubishi-Astron 4G54 (78 kW)
- 1983–1986: 2,3 Liter-R4 Turbodiesel 4D55T (63 kW)
- 1990–1993: 2,4 Liter-R4 OHC Mitsubishi-Sirius 4G64 (87 kW)
- 1990–1993: 3,0 Liter-V6 OHC Mitsubishi-Sirius 6G72 (106 kW)

Alternative Kraftstoffe:
Der Ram 50 verträgt alternative Kraftstoffe, z. B. E85; allerdings müssen bei Modellen vor 1984 einige Modifikationen vorgenommen werden.